# Baniwa yavitensis
Baniwa yavitensis is een vlinder uit de familie van de pijlstaarten (Sphingidae). De wetenschappelijke naam van de soort werd in 1981 gepubliceerd door Lichy.